# تابع تبدیل حلقه-بسته
تابع تبدیل حلقه-بسته (به انگلیسی: Closed-loop transfer function) در نظریه کنترل به عبارت یا الگوریتمی نسبت داده شده می‌شود که رابطهٔ بین سیگنال ورودی و خروجی آن را در یک سیستم حلقه بسته (دارای فیدبک) توصیف می‌کند.
در یک سیستم با تابع تبدیل حلقه باز (G (s و فیدبک (H (s، تابع تبدیل حلقه-بسته به شکل زیر تعریف می‌شود:
{\displaystyle {\dfrac {Y(s)}{X(s)}}={\dfrac {G(s)}{1+G(s)H(s)}}}

بلوک دیاگرام تابع تبدیل فوق را می‌توان به شکل زیر نشان داد:

و در نتیجه از شکل فوق می‌توان نتیجه گرفت:
{\displaystyle Y(s)=Z(s)G(s)\Rightarrow Z(s)={\dfrac {Y(s)}{G(s)}}}
{\displaystyle X(s)-Y(s)H(s)=Z(s)={\dfrac {Y(s)}{G(s)}}\Rightarrow X(s)=Y(s)\left[{1+G(s)H(s)}\right]/G(s)}
{\displaystyle \Rightarrow {\dfrac {Y(s)}{X(s)}}={\dfrac {G(s)}{1+G(s)H(s)}}}